# 弁慶高校
弁慶高校（べんけいこうこう）は、水島新司の野球漫画『ドカベン』に登場する、岩手県の架空の高等学校。主人公・山田太郎らのいる明訓高校を破った唯一の高校。

## 概要
- 学校所在地は岩手県である以外に明記されていないが、夏の甲子園での明訓戦で負傷した武蔵坊数馬が列車で帰る際に、花巻駅でそれを目撃したファンが「（治療のため）これから渋民へ帰るんだ」と発言していることから、当時の玉山村大字渋民（現在の盛岡市渋民）に学校があるとも推測される。
- 武蔵坊たちが2年次の夏に岩手県大会を制覇して、夏の甲子園大会初出場を決めた。甲子園入りする途中のエース義経光と主砲の武蔵坊数馬が山伏の装束を身につけていたほか、開会式での入場行進の際に弁慶高校を紹介するアナウンサーの言葉として「（岩手県大会制覇後に）修行のため全国に散っていたナインが今日ようやくそろった」とあるため、仏教系の（中でも真言宗系か天台宗系の[1]）宗教学校であることが考えられる。そうなると当然私立学校である。
- 甲子園入りした際の宿舎も、ホテルや旅館でなく寺であることから、仏教系の宗教学校であることがうかがえる。
- 野球に興味はなく、初出場した際にも誰も応援に来なかった。

## 野球部
- 山田太郎、義経光、武蔵坊数馬たちの2年夏の岩手県大会で、全試合1-0、しかも決勝点はつねに9回に入れて逃げ切り、優勝。甲子園に初出場を決める。全試合が9回に得点しての1-0という結果に加え、岩手から歩いて甲子園入りするという行動をし、「初出場ながら山伏の金剛力を思わせる力強いチーム」「どこか密教めいた不気味な雰囲気がある」と評される。また「投の義経、打の武蔵坊。この二人が目立ってよい」「もし明訓と対戦したならば、初黒星をつける可能性はかなり高い」とまで評されている[2]。甲子園に向かう新幹線の中で、明訓の選手たちが弁慶高校なかんづく武蔵坊数馬のことを気にして気持ちが重くなるといった描写がある。
- 一方で、甲子園入りした宿舎で出場チームの紹介記事を読んでいた里中投手が「これといってどうということはない普通のチーム」とも評している。
- 全試合を1－0で勝ち抜いた岩手県大会の成績から、投手力を中心とした守備のチームであることが分かる。また武蔵坊と義経が全得点に絡んでいるとの記述もあることから、攻撃面もこの2人の出来にかかっているといえる。甲子園での初戦となった土佐丸高戦で、浮き足だった内野陣の守備の乱れからピンチを招いたり、2回戦の明訓戦でトップバッターでキャプテンの富樫が里中の投球に腰砕けの三振を喫し、山田から「キャプテンにしてこのセンスのなさ」と評されていることから、前述した作品中での評価とは矛盾するが、チーム全体のレベルは決して高くないことがうかがえる。事実、武蔵坊を怪我で欠いた夏大会3回戦の通天閣高戦・秋の岩手県大会・翌夏の岩手県大会では、敢えなく敗退している。

### ユニフォームのデザイン
- 白地に胸部に横書きの漢字で「弁慶」。ラインやストライプ等は入っていない。
- アンダーシャツとストッキングは紫（漫画では茶色）。
- 帽子は紫（漫画では茶色）で、額の部分に白字で「弁」。

### 野球部員
いずれも、源義経関連の人物や地名からネーミングされている。前述の開会式でのアナウンサーのチーム紹介から、岩手県大会制覇後にナインが修行のために全国に散っていたことが語られている。入場行進の際も全選手が山伏の装束を身につけており、岩手県大会後に各地の霊山にこもって修行をしていたとみられる。
武蔵坊数馬
4番ライト。左投左打だが、予選では右打ちでチームの全打点を挙げていた。明訓高校の土井垣監督も武蔵坊対策の打撃練習として自ら里中・山田のバッテリーと練習している。つまり武蔵坊はスイッチヒッターと考えられるが、甲子園大会では一貫して左打席である。
野球部の中心人物。ライトオーバーの打球を放った俊足打者を二塁で刺殺したり、やはり俊足の三塁走者にライト最深部へのフライでもタッチアップを許さない、凄まじい強肩の持ち主。外野の守備位置から打者の意図を見抜くほどの洞察力の持ち主でもあり、山田も彼のためにライトゴロを記録している。
打者としては、甲子園の2試合で7打数3安打2本塁打3打点。土佐丸高校の怪投手・犬神了を相手に、2打席をあえて捨石にして3打席目で決勝のソロホームランを放つなど、得体の知れないスケールの持ち主として描かれた。
その左腕に一種超自然的な能力を有し、心臓発作による危篤の状態だった岩鬼の母親は、彼が左腕をかざして念を送ったことにより、意識が回復し完治した。左肩を故障していた中二美夫に念を送ったことにより、左肩が回復して投げられるようになった。土佐丸高校戦ではスタンド入りするかに見えた犬飼武蔵の放ったホームラン性の打球をグラウンドに引き戻して捕球している。ただし、明訓戦での山田の2ホーマーは、甲子園場外まで飛んだ飛距離のためにか、なす術なく見送っていた。
母親を救われた恩によって、岩鬼は心の師と仰いでいた。武蔵坊もその岩鬼を『戦う男』の要注意の二重丸とマークしており、お互いに認め合う関係である。
名前の表記は、初登場直後は「武蔵坊鉄男」の表記も見られたが、後に「武蔵坊数馬」に落ち着いた。
その後は、陶芸家として山田と出会い、打撃などのアドバイスをしたり義経の行方を教えたりして関係を深めている。
義経光
3番ピッチャー。右投両打。
140キロ台の速球を武器に、岩手県大会を全試合完封、甲子園でも山田に予告投球でホームランを打たれるまで無失点だった。俊足の好打者でもあって、武蔵坊と並ぶ主戦力だが、武蔵坊からは未熟者と叱責される場面もあった。
明訓戦では「八艘飛び」でサヨナラのホームを踏む。しかし、後に「あれは野球のプレーではない」と当時の自分の未熟さを語っている。
富樫
1番サード。野球部主将。第1打席では里中の変化球や速球についていけない描写があった。
牛若
2番ショート。第1打席で里中から死球を誘うなど、野球センスのあるところを見せている。夏の甲子園に出場した後の秋の岩手県大会にもレギュラーとして出場しており、対明訓戦当時は2年生か1年生だったことが分かる。
安宅
5番セカンド。最終打席で明訓に勝利する打球を放った。
平泉
6番センター。
鞍馬
7番キャッチャー。
白河
8番レフト。
千本桜
9番ファースト。
- 前述の通り、武蔵坊と義経を除く甲子園大会メンバーは岩手大会後に合流しているので、予選大会を戦ったメンバーが他に少なくとも7人いるはずである。

### 野球部関係者
弁慶高校監督
初老の男性。歩いて甲子園入りしていたために抽選会に間に合わなかった選手たちに代わり、一人で抽選会に参加した。1回戦の対戦相手に土佐丸高校を引き当てたのはこの人。監督も、抽選会に参加した時は山伏の装束を身にまとっていた。2回戦の明訓戦の1回裏で先頭打者の富樫がふがいない三振を喫し、後述の山伏が法螺貝を吹き鳴らした時、「おまえ（富樫）のふがいない三振を見て、仙人がお怒りじゃ」とおびえる描写がある。
仙人
2回戦の明訓高校戦で、弁慶高校応援席に現れた山伏。1回表の先頭打者となった山田を見て、「武蔵坊たちがなぜこんなボール遊びをやりたがるのかと思ったが、この男（山田）と勝負をするためか」と発言。1回裏にはふがいない三振を喫した富樫に対し、法螺貝を吹き鳴らして檄を飛ばした。老人でありながら、1分間以上にわたって法螺貝を吹き鳴らし続ける驚異の肺活量である。明訓高校を破った後、負傷して重態に陥った武蔵坊の回復を祈って滝に打たれる描写もある。
武蔵坊の案内で、プロ選手となった山田と再び出会い、義経の行方を尋ねられ、プロ入団までは、修行の最中ということで山田の質問に答えていた。

## 戦績

### 明訓戦前
- 山田太郎、義経光、武蔵坊数馬たちの2年夏の岩手県大会で、全試合1-0、しかも決勝点はつねに9回に入れて逃げ切り、優勝。甲子園に初出場を決める。
- 同年、夏の甲子園大会一回戦で、明訓の宿敵である高知県代表の土佐丸高校と対戦。7回表に武蔵坊のホームランによる1点を守りきり、やはり1-0で二回戦進出。
- 義経がテレビのインタビューを通じて、明訓戦での「第一球どまん中ストレート」を予告。

### 明訓高校戦
- 予想以上に多数の観客が甲子園球場に詰め掛けたため、急遽ラッキーゾーンを開放し、甲子園球場には6万人の大観衆が入場した。

- 義経の「第一球どまん中ストレート」の予告を受け、明訓・土井垣監督が1番打者にど真ん中が打てない岩鬼ではなく本来4番打者の山田を置く変則打線を組み、山田の高校時代唯一のプレイボール・ホームランで1点を先取される。しかし実は、これは鈍足・山田を1番におかせて明訓の攻撃スタイルを崩すことが目的だった。

- 攻め手を封じられた明訓は、7回裏、内野安打で出塁の義経を一塁においてつづく武蔵坊を敬遠する作戦に出るが、この敬遠のボールを2ランホームランされ、逆転を許す。

- 9回表2死、今度は「1番山田」が弁慶高校にとって裏目となって山田に打席が回る。6万人の大・山田コール一色の中、山田はその期待に応え、初球を右翼席上段に運ぶ。球場やテレビで観戦していたライバルたちが皆感嘆し唸る見事な同点ホームランであった。

- 9回裏、1死から義経がレフト前安打で出塁。つづく武蔵坊のホームラン性の打球を、セカンド殿馬が彼ならではのジャンプで阻止、シングルにとどめる。そして次の5番安宅のセンターへ抜けかけた打球をこれも殿馬が好捕、ショート石毛にトスして一塁走者・武蔵坊を封殺。しかしダブルプレーをねらった石毛の送球が武蔵坊の頭部に命中してしまう。併殺崩れの間にサヨナラのホームをねらった義経を刺そうと、殿馬がこぼれ球をひろってバックホーム。タイミングは完全にアウトだったが、義経は大ジャンプ「八艘飛び」で捕手・山田の頭上を抜き、アウトになることなくホームインし、弁慶高校のサヨナラ勝ち。

| 明訓 | 1 | 0 | 0 | 0 | 0 | 0 | 0 | 0 | 1  | = | 2  |
| 弁慶 | 0 | 0 | 0 | 0 | 0 | 0 | 2 | 0 | 1x | = | 3x |

- 石毛の送球を頭部に受けた武蔵坊は、打倒明訓を果たしたことを確認した後、グラウンドに倒れ、続く三回戦を欠場することになった。

- 明訓が公式戦で敗れたら日本ハムに入団する、と当時の大沢啓二監督と約束していた土井垣監督は、この試合に敗れた後、約束通り日本ハム入りした。
- 作者の水島新司は明訓敗戦後に掲載誌「週刊少年チャンピオン」に寄せた随想で、「明訓高校は開幕試合で土佐丸高校と対戦して敗れることを考えていた。しかし、明訓は東北地方の高校と対戦していないことに気づき[4]、岩手県の弁慶高校の義経光と武蔵坊数馬を考え出したところ、義経と武蔵坊のキャラクターが気に入ってしまった。そこで、明訓に初黒星を付ける役は彼らに託すことにした」と明かしている。

### 明訓戦後
- 武蔵坊が治療のため地元への帰途についた日（甲子園入りのときははるばる岩手から歩いたが、このときはさすがに列車で戻った）、武蔵坊を欠いた弁慶高校は、三回戦で坂田三吉率いる大阪代表・通天閣高校に敗退（最終的なスコアは不明だが、5回終了時点で0－6の大差になっていた）。なお、武蔵坊は見舞いに訪れた山田と岩鬼が祈願する中、無事に意識を取り戻した。

- 山田たちの2年秋の岩手県大会では、やはり武蔵坊を欠いたまま、太平洋のいる花巻高校に準決勝で0－1で敗れた[5]。

- 山田たちの3年夏の甲子園を描いた『大甲子園』では、「明訓を初めて倒した高校」として回想シーンなどでしばしば名が出た以外は具体的な描写はない。同大会の岩手県代表は、花巻高校の春夏連続出場である。

- その後『ドカベン プロ野球編』『ドカベン スーパースターズ編』で数回、武蔵坊が登場したことがある。

- 『スーパースターズ編』で、義経が2005年の大学・社会人ドラフト一巡目で東京スーパースターズに外野手として指名され、義経は2006年にスーパースターズに入団した。